# Lisa Murkowski
Lisa Murkowski (Ketchikan, 1957. május 22. –) az Amerikai Egyesült Államok szenátora (Alaszka, 2002–). A Republikánus Párt tagja.
Az első Alaszkában született személy és az első nő, aki képviselte az államot a Kongresszusban. A második legrégebben szolgáló republikánus nő a Szenátusban. 2002-ben apja, Frank Murkowski, Alaszka kormányzója nevezte ki utódjaként, amelyet követően 2004-ben újraválasztották. 2010-ben elveszítette a republikánus előválasztást, de ennek ellenére is megnyerte a szenátorválasztást, beírásos jelöltként. Ezt követően 2016-ban és 2022-ben is újraválasztották. Az indiánügyi bizottság elnöke 2021 óta. Murkowski mérsékeltnek számít politikai nézeteit tekintve, gyakran dől el szavazás a Szenátusban az ő szavazatának köszönhetően. Barack Obama elnöksége során az esetek 70%-ban támogatta a demokrata elnök politikáját, míg 2021-ben arra szavazott, hogy elítéljék Donald Trumpot a Capitolium ostromát követően.